# Amberian Dawn
Amberian Dawn är en finsk symphonic power metal-musikgrupp aktiva sedan 2006. 
Bandet själva klassar sig som "melodisk, dramatisk och kraftfull metall med kvinnlig, klassisk sång". Alla bandmedlemmar har en lång musikhistoria och spelade i andra finska band innan de anslöt sig till Amberian Dawn. Sommaren 2006 började medlemmarna söka efter en sångerska, och sopranen Heidi Parviainen anslöt sig till bandet. Debutalbumet River of Tuoni släpptes 2008.
Parviainen lämnade bandet 2012 och ersattes av Päivi "Capri" Virkkunen. Bandet har varit förband åt Epica, och medverkade 2009 i Sverige på Sweden Rock i Sölvesborg. 

## Medlemmar
Nuvarande medlemmar
- Joonas Pykälä-aho – trummor (2006–2010, 2012– )
- Tuomas Seppälä – gitarr (2006–2008), keyboard (2008– )
- Emil "Emppu" Pohjalainen – gitarr (2008–2010, 2012– )
- Kimmo Korhonen – gitarr (2010– )
- Päivi "Capri" Virkkunen – sång (2012– )
- Jukka Hoffrén – basgitarr (2015– )

Tidigare medlemmar
- Tommi Kuri – basgitarr (2006–2010; död 2014)
- Antti Velin – gitarr (2006)
- Sampo Seppälä – gitarr (2006–2007)
- Tom Sagar – keyboard (2006–2008)
- Heidi Parviainen – sång (2006–2012)
- Heikki Sari – trummor (2006)
- Kasperi Heikkinen – gitarr (2007–2012)
- Jukka Koskinen – basgitarr (2010–2013)
- Joey Edith — trummor (2010–2012)

## Diskografi
Studioalbum
- River of Tuoni (2008)
- The Clouds of Northland Thunder (2009)
- End of Eden (2010)
- Circus Black (2012)
- Re-Evolution (2013)
- Magic Forest (2014)
- Innuendo (2015)
- Darkness Of Eternity (2017)
- Looking for You (2020)

Singlar
- "Amberian Dawn" (demo) (2006)
- "He Sleeps in a Grove" (2009)
- "Arctica" (2010)
- "Cold Kiss" (2012)
- "Kokko - Eagle of Fire" (2013)